# John Johnson (konstnär)
John Gunnar Johnson, född den 13 januari 1915 i Gustavsberg, död 25 februari 1968 i Hägersten, var en svensk målare och reklamtecknare. 
Han var son till porslinsarbetaren Gustaf Hilding Johnson och gift med Märta Margareta Andersson. Johnson utbildades och anställdes hos Wilhelm Kåge vid Gustavsbergs porslinsfabrik 1933-1938. Han studerade vid Bror Hjorths och Nils Möllerbergs skulptur- och målarskola och vid  Otte Skölds målarskola samt vid Académie Julian i Paris och under ett flertal studieresor till Paris. Han medverkade i Nationalmuseums utställning Unga tecknare 1949 och i utställningar med Konstfrämjandet i Stockholm. Hans konst består av landskapsbilder från Lofoten, djurskildringar från Furuviks djurpark och undervattensmotiv. Johnson är representerad vid Stockholms stads samlingar. Han signerade ofta sina målningar med Havs/Haavs Johnson.